# Epitoxus walteri
Epitoxus walteri är en skalbaggsart som beskrevs av Yélamos 1996. Epitoxus walteri ingår i släktet Epitoxus och familjen stumpbaggar. Inga underarter finns listade i Catalogue of Life.